# Veroniceae
Veroniceae Duby, 1828 è una tribù di piante angiosperme appartenenti alla famiglia delle Plantaginaceae.

## Etimologia
Il nome della tribù deriva dal suo genere tipo Veronica L., 1753 la cui etimologia deriva dal personaggio biblico Santa Veronica, la donna che ha dato a Gesù un panno per asciugare il suo volto mentre è sulla via del Calvario. Alcune macchie e segni sui petali della corolla di questo fiore sembrano assomigliare a quelli del sacro fazzoletto di Veronica. Per questo nome di pianta sono indicate altre etimologie come l'arabo "viru-niku", o altre derivate dal latino come "vera-icona" (immagine vera).
Il nome scientifico della tribù è stato definito dall'ecclesiastico e botanico svizzero Jean Étienne Duby (1798-1885) nella pubblicazione "Botanicon Gallicum, pars prima Plantas Vascullares - 1: 355" del 1828.

## Descrizione

### Portamento
Il portamento delle specie di questa tribù è erbaceo (annuale o perenne) oppure arbustivo oppure suffrutescente. Alcune specie hanno un portamento pulvinato con fusti da prostrati a ascendenti. L'indumento può essere sia glabro che pubescente (anche densamente villoso o ghiandoloso). I fusti in genere sono eretti e a sezione rotonda.

### Foglie

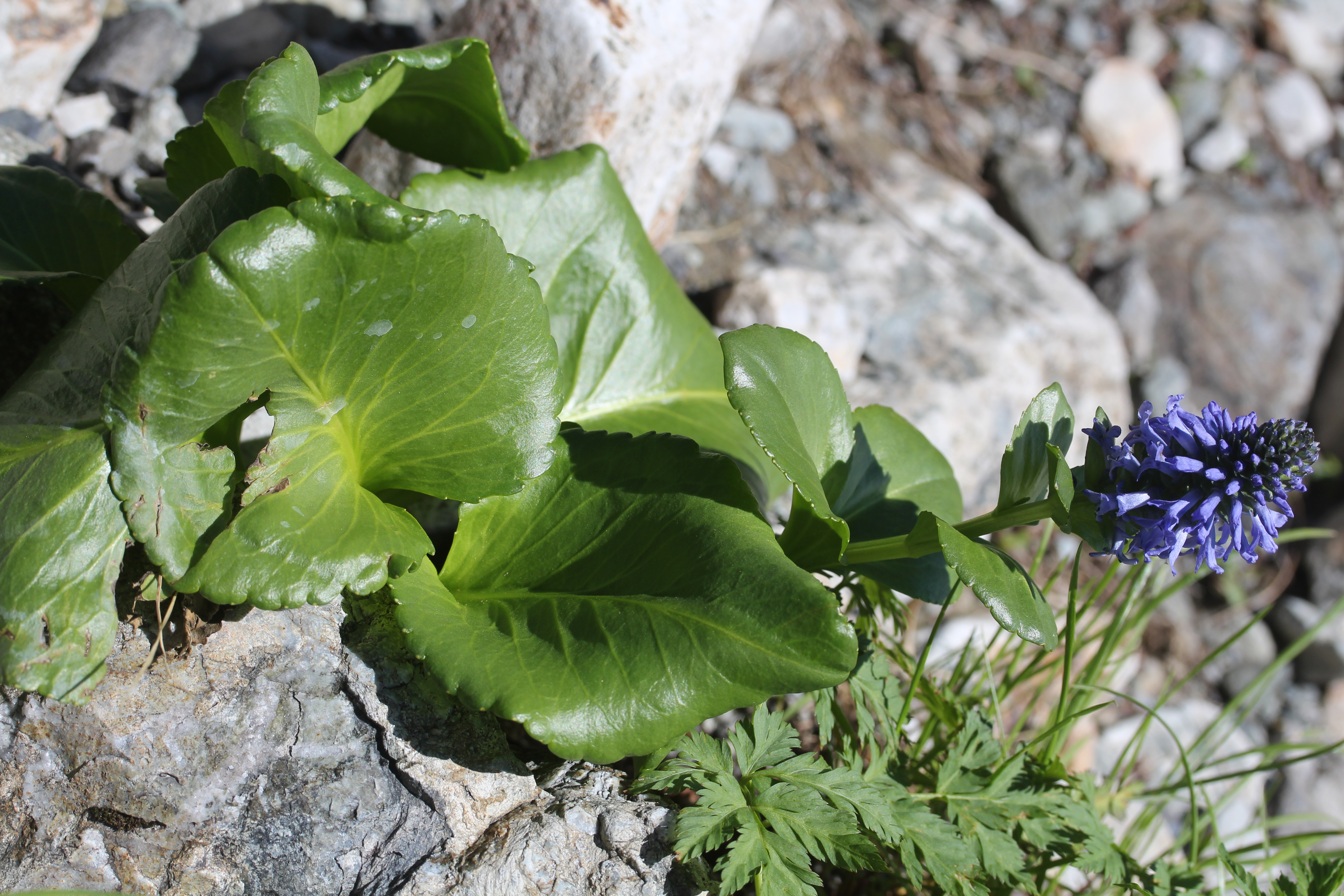
Le foglie
Lagotis glauca

Le foglie lungo il caule hanno una disposizione alternata o opposta o (più raramente) verticillata. In alcune specie le foglie alla base sono raccolte a forma di rosetta; in altre specie hanno un portamento embricato e consistenza coriacea; mentre in altre ancora quelle cauline sono ridotte a delle squame. In genere le foglie sono da sessili a (brevemente o normalmente) picciolate. La lamina può avere la forma da cordata a ovoide, oppure oblunga, oppure lineare-lanceolata con apici ottusi e margini da interi a crenati o seghettati; a volte i margini sono cigliati. Sono presenti anche lamine pennatosette e di tipo amplessicaule.

### Infiorescenze

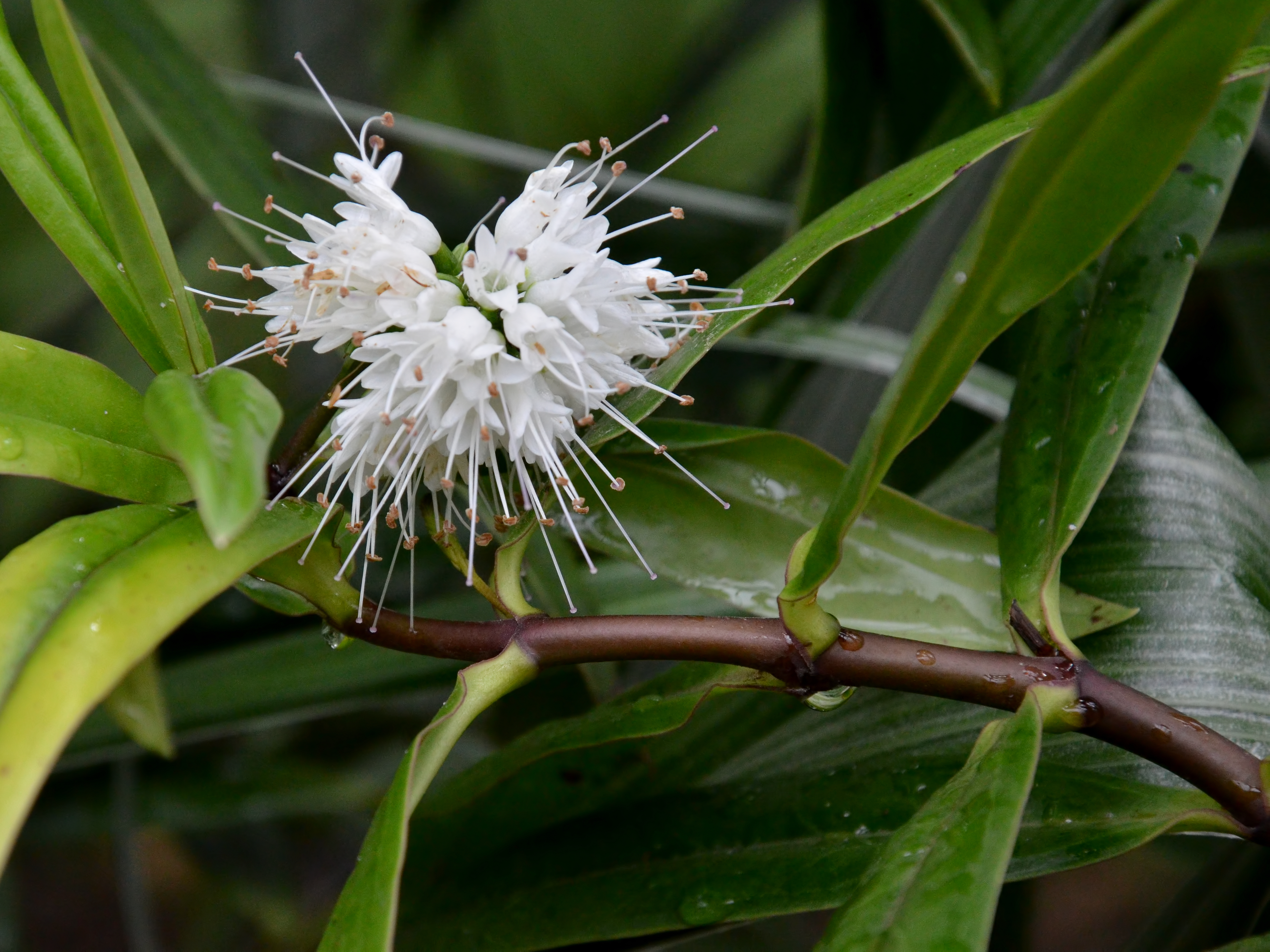
Infiorescenza
Hebe corriganii

Le infiorescenze sono racemose, spesso simili a spighe, in posizione terminale o laterale con racemi ascellari. Altre specie si presentano con una infiorescenza principale e racemi laterali, oppure i fiori hanno una disposizione più o meno unilaterale. I fiori sono brevemente pedicellati. Le brattee e bratteole sono presenti o assenti secondo la specie.

### Fiori

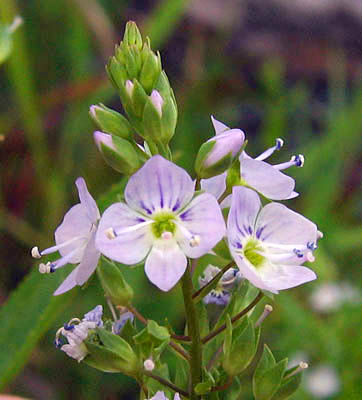
I fiori
Veronica anagallis

I fiori sono ermafroditi, zigomorfi e tetraciclici (ossia formati da 4 verticilli: calice– corolla – androceo – gineceo) e tetrameri (i verticilli del perianzio hanno più o meno 4 elementi ognuno). In alcune specie i fiori sono protogini.
- Formula fiorale:

X o * K (4-5), [C (4) o (2+3), A 2+2 o 2], G (2), capsula.
- Il calice, gamosepalo, è formato da un tubo campanulato terminante con 4-5-6 lobi ineguali profondamente divisi. I lobi sono ineguali (quelli adassiali sono più piccoli). La forma dei lobi può essere lanceolata con margini cigliati.

- La corolla, gamopetala, è formata da un tubo campanulato terminante con 4-5-6 lobi formanti una corolla più o meno bilabiata (a volte è quasi attinomorfa). In alcune specie la corolla è rudimentale o anche mancante. Spesso due petali sono concresciuti in uno solo. In alcuni casi la corolla è subruotata. I lobi possono essere lunghi come la parte tubolare. Il colore della corolla è blu, violetto, porpora, giallo o bianco.

- L'androceo è formato da 2 stami sporgenti o inclusi (manca lo stame impari e i due anteriori; quindi tre stami sono soppressi) oppure raramente da 4 stami. I filamenti spesso sono inseriti nella fessura tra le due labbra della corolla. Se la corolla è mancante i filamenti sono inseriti sul lato esterno del disco nettarifero. Le antere hanno due teche uguali, separate e confluenti all'apice. Il polline è tricolpato.

- Il gineceo è bicarpellare (sincarpico - formato dall'unione di due carpelli connati). L'ovario (biloculare) è supero con forme suborbicolari o appena compresse, oppure subglobose. Gli ovuli per loculo sono da numerosi a pochi (4 per loculo), hanno un solo tegumento e sono tenuinucellati (con la nocella, stadio primordiale dell'ovulo, ridotta a poche cellule).[15]. Lo stilo ha uno stigma  da capitato a clavato con 2 - 4 lobi. Il disco nettarifero può essere presente nella parte più interna della corolla.

### Frutti
I frutti sono delle capsule a deiscenza setticida o loculicida (raramente sono indeiscenti). I semi sono numerosi, o pochi (1 - 3 - 6) per loculo con forme piatte, ovoidi o orbicolari e con testa reticolata oppure no, oppure liscia.

## Biologia
Le specie di questo raggruppamento si riproducono per impollinazione tramite insetti quali imenotteri, lepidotteri o ditteri (impollinazione entomogama) o tramite il vento (impollinazione anemogama) oppure tramite colibrì (impollinazione ornitogama).
La dispersione dei semi avviene inizialmente a causa del vento (dispersione anemocora); una volta caduti a terra sono dispersi soprattutto da insetti tipo formiche (mirmecoria).

## Distribuzione e habitat
La tribù ha una distribuzione cosmopolita con gli habitat più vari.

## Tassonomia
La famiglia Plantaginaceae 12 tribù, 105 generi e oltre 1 800 specie.
Storicamente questo gruppo ha fatto parte della famiglia Scrophulariaceae (secondo la classificazione di Cronquist). In seguito è stato descritto anche all'interno della famiglia Veronicaceae (non più assegnata). Attualmente  la classificazione APG assegna la tribù alla famiglia Plantaginaceae.

### Filogenesi

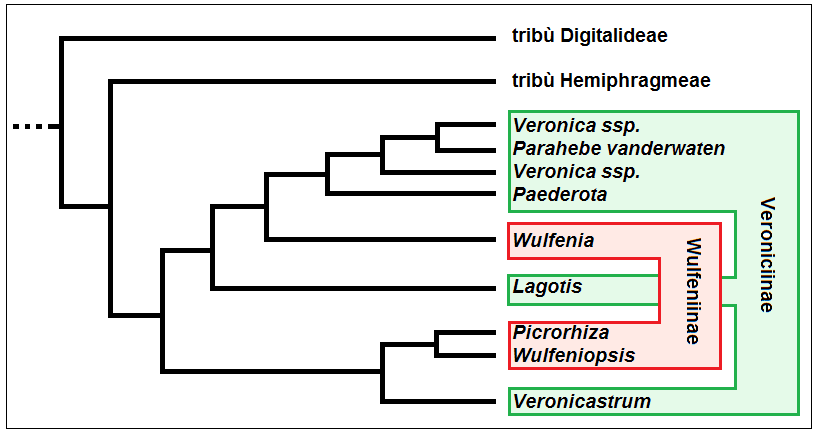
Cladogramma della tribù

Sicuramente l'abitudine ad un portamento a rosetta sembra essere un carattere ancestrale in questo gruppo, e probabilmente l'antenato comune della tribù Veroniceae avrà avuto un calice a cinque lobi e una corolla a quattro lobi. Le analisi molecolari di tipo filogenetico non hanno ancora dato dei risultati sicuri sulla struttura interna della tribù. Se tradizionalmente generi come Lagotis e Veronicastrum sono descritti all'interno della sottotribù Veroniciinae, da queste analisi risultano più vicini al genere Wulfenia (quindi le due sottotribù potrebbero risultare parafiletiche). Da queste analisi risulta inoltre che il genere Veronica non è monofiletico (al suo interno contiene le specie del genere Parahebe).
All'interno della sottofamiglia, Veroniceae con Hemiphragmeae potrebbe formare un "gruppo fratello" (ma non tutti i risultati sono concordi) e insieme alla tribù Digitalideae possiedono un antenato comune.
Il cladogramma a lato tratto dagli studi citati e semplificato mostra l'attuale conoscenza del gruppo Veroniceae.

### Generi
La tribù si compone di 11 generi e oltre 500 specie:
- Brookea Benth. (6 spp.)
- Kashmiria D.Y.Hong (1 sp.)
- Lagotis Gaertn. (30 spp.)
- Neopicrorhiza D.Y.Hong (2 spp.)
- Paederota L., 1758 (2 spp.)
- Picrorhiza Royle ex Benth., 1835 (2 spp.)
- Scrofella Maxim., 1888 (1 sp.)
- Veronica L. (464 spp.)
- Veronicastrum Heist. ex Fabr. (19 spp.)
- Wulfenia Jacq. (4 spp.)
- Wulfeniopsis D.Y.Hong (2 spp.)

### Specie italiane
Nella flora spontanea italiana sono presenti tre generi di questo gruppo:
- Paederota L. (Bonarota): 2 specie; entrambe sono presenti nel Nord-Est dell'Italia (Alpi) a quote sopra i 1000 m s.l.m..
- Veronica L. (Veronica): circa 30 specie.
- Wulfenia Jacq. (Wulfenia): una specie (è una specie rara ed è presente a quote sopra i 1300 m s.l.m. nei pressi del Passo di Pramollo).

### Alcune specie

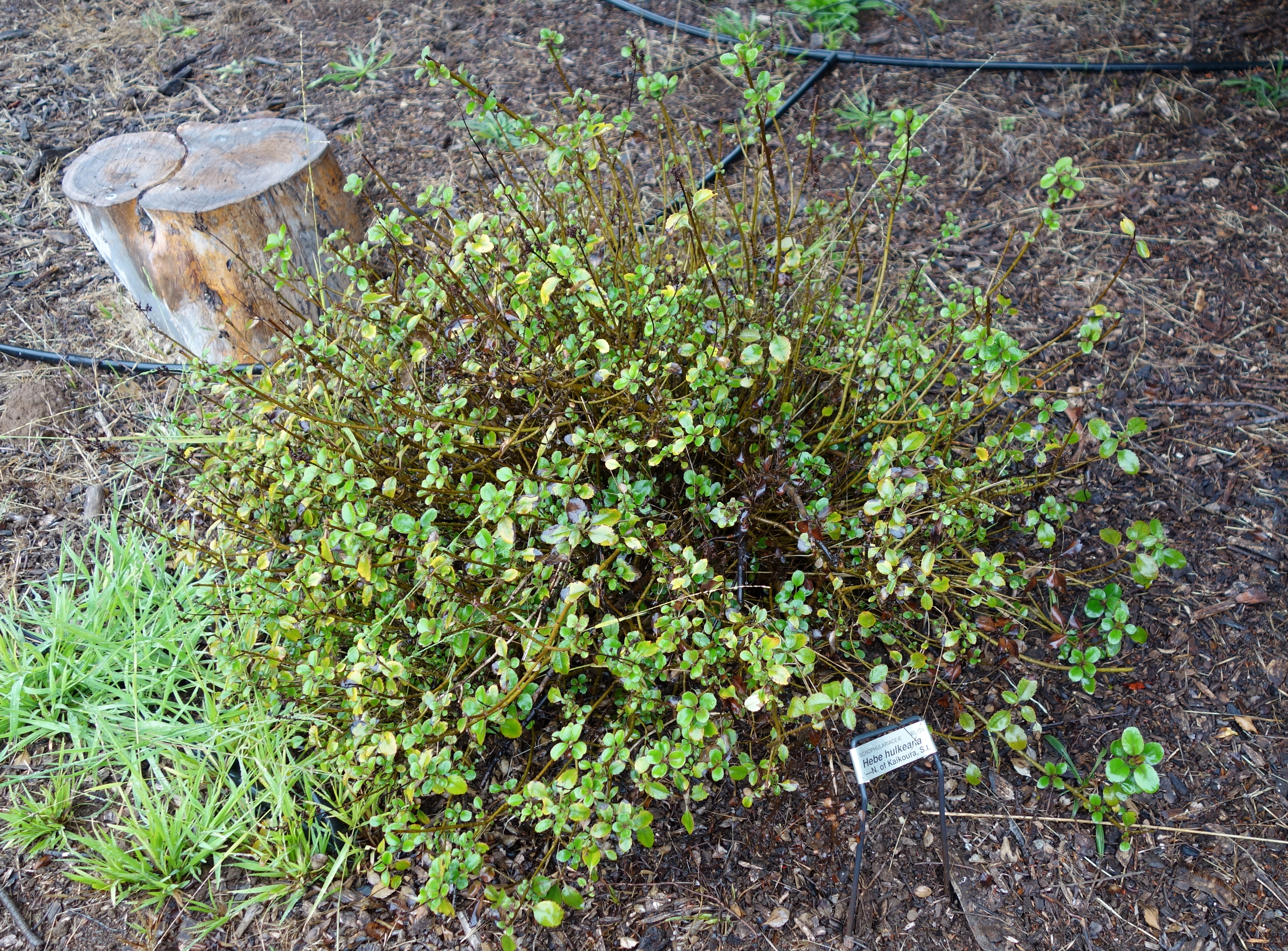
Hebe hulkeana
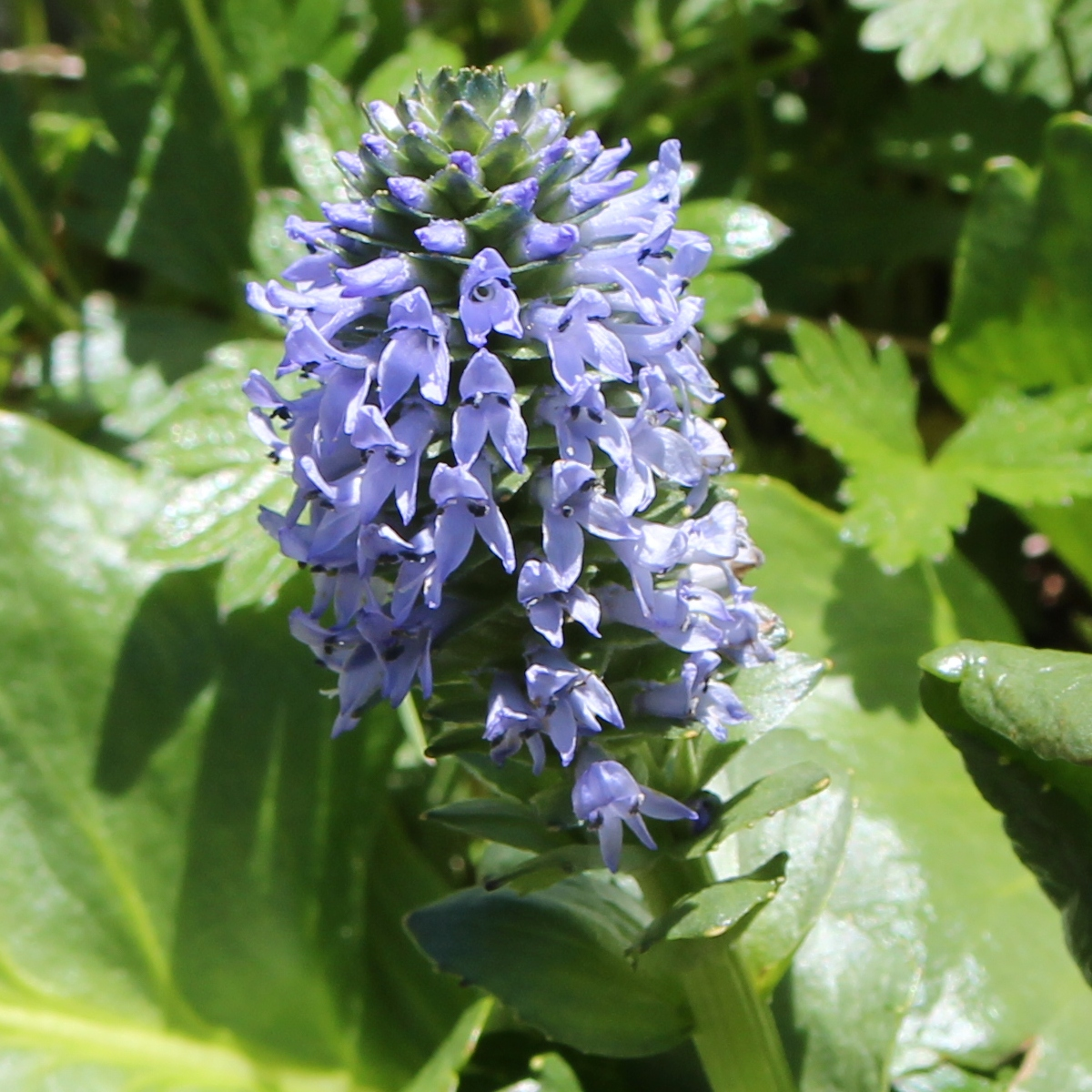
Lagotis glauca
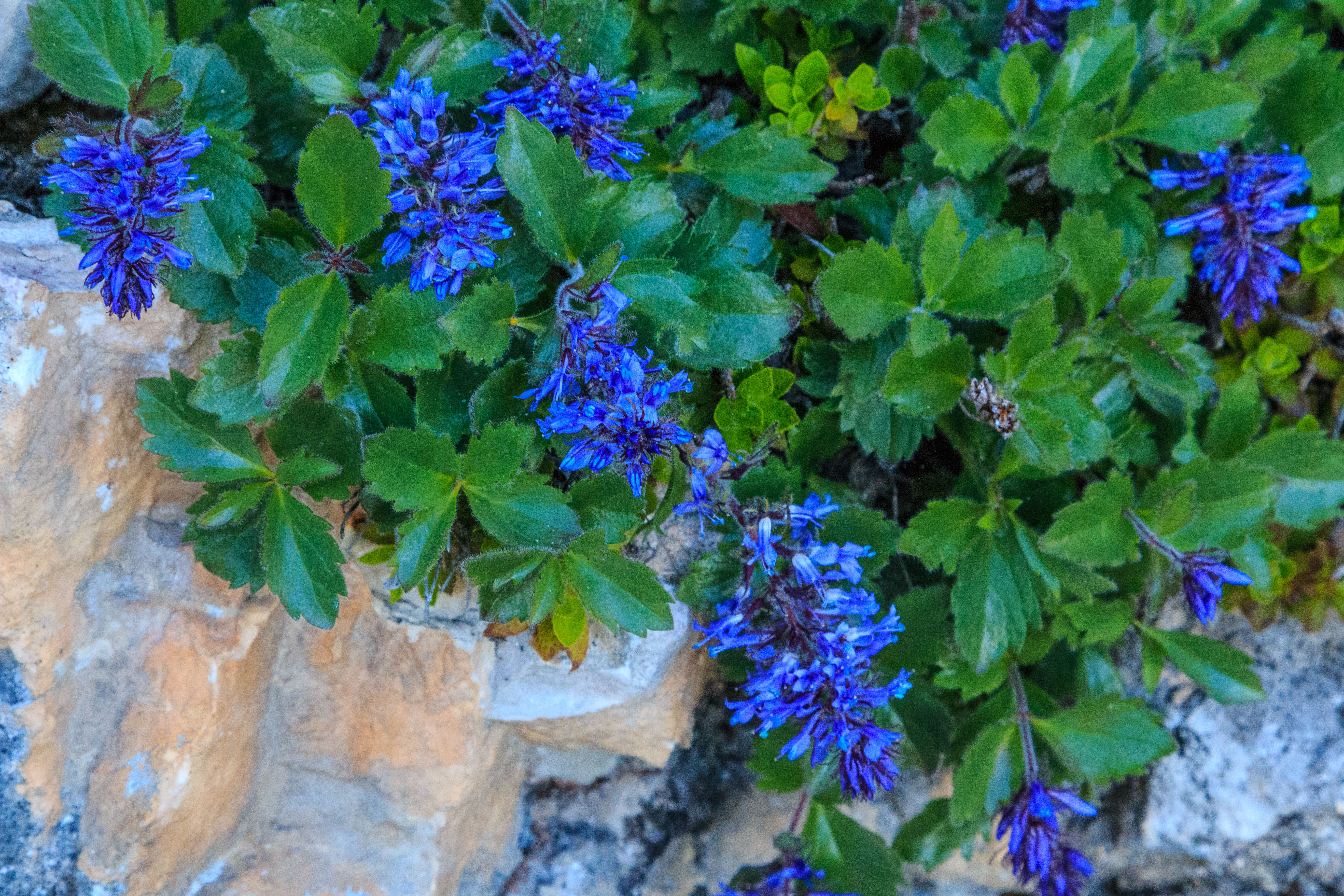
Paederota bonarota
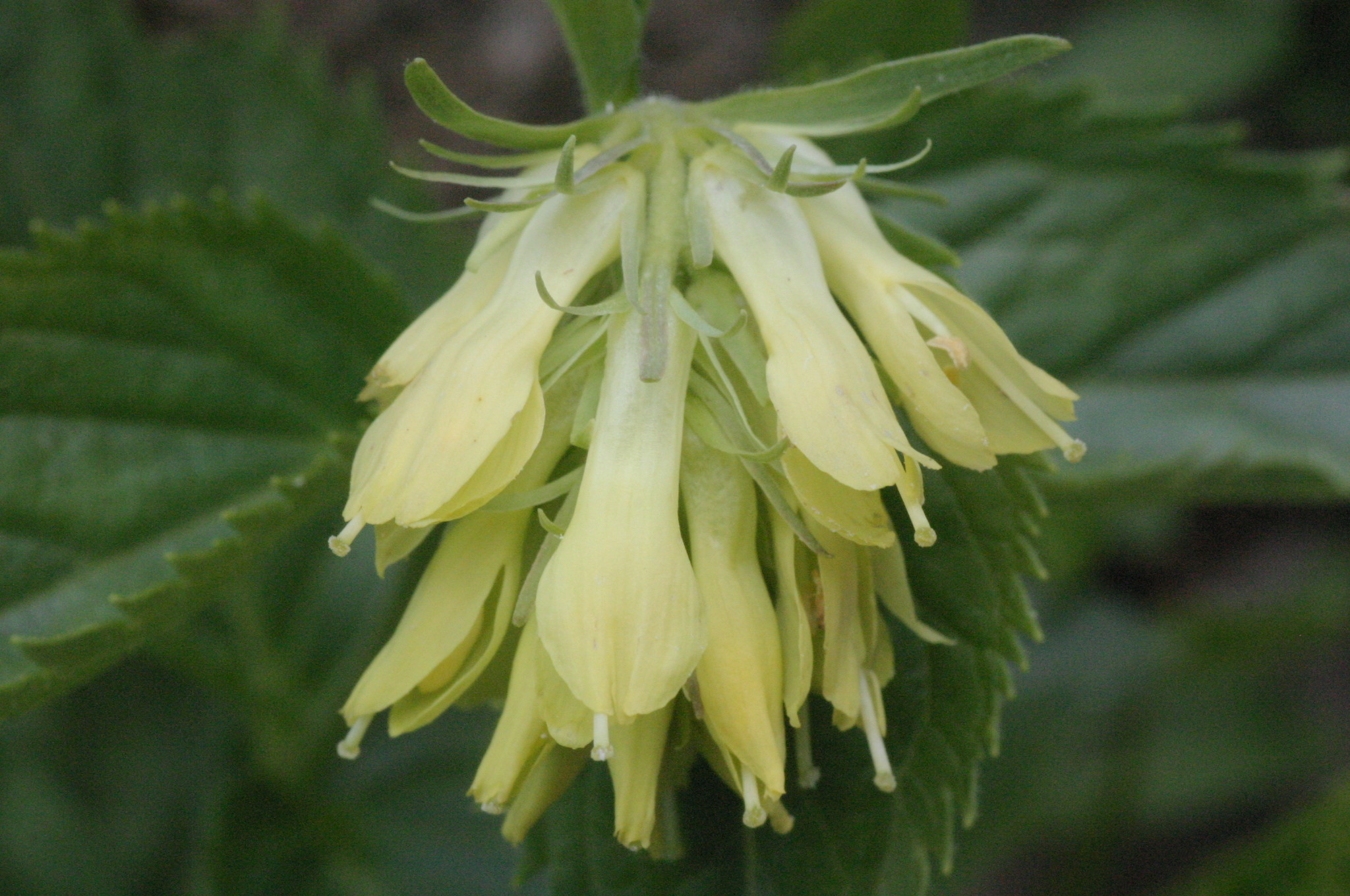
Paederota lutea
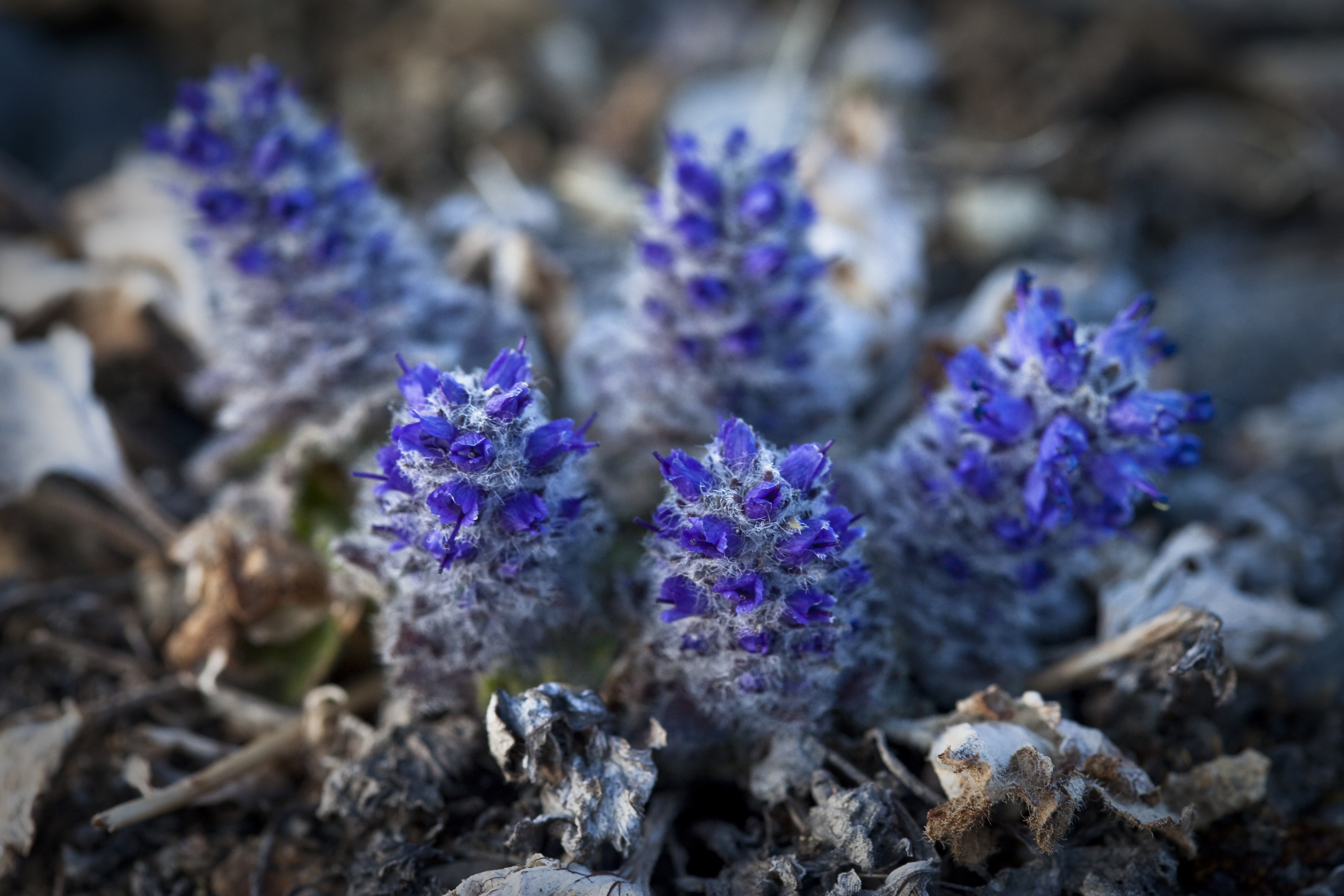
Synthyris borealis
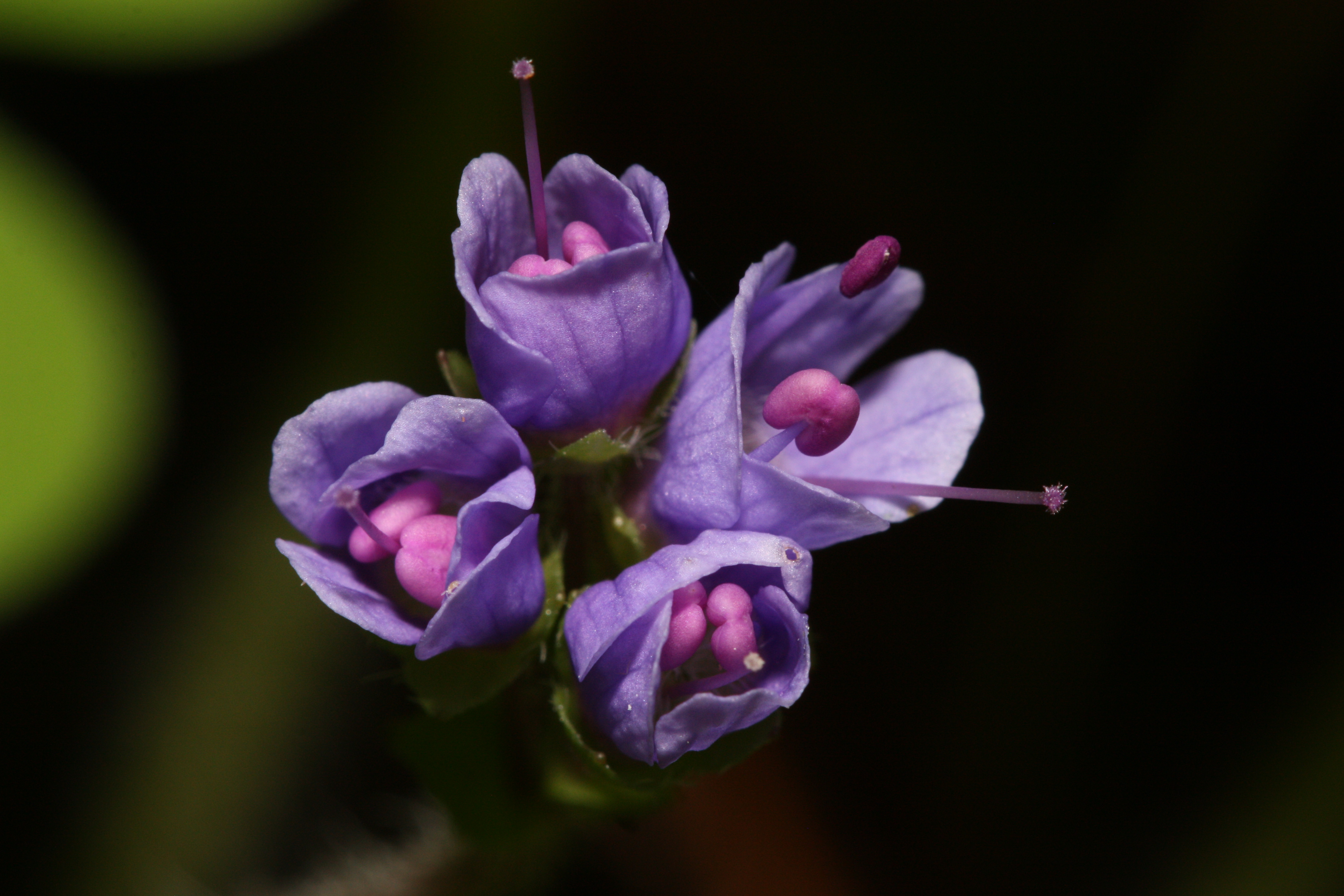
Synthyris reniformis
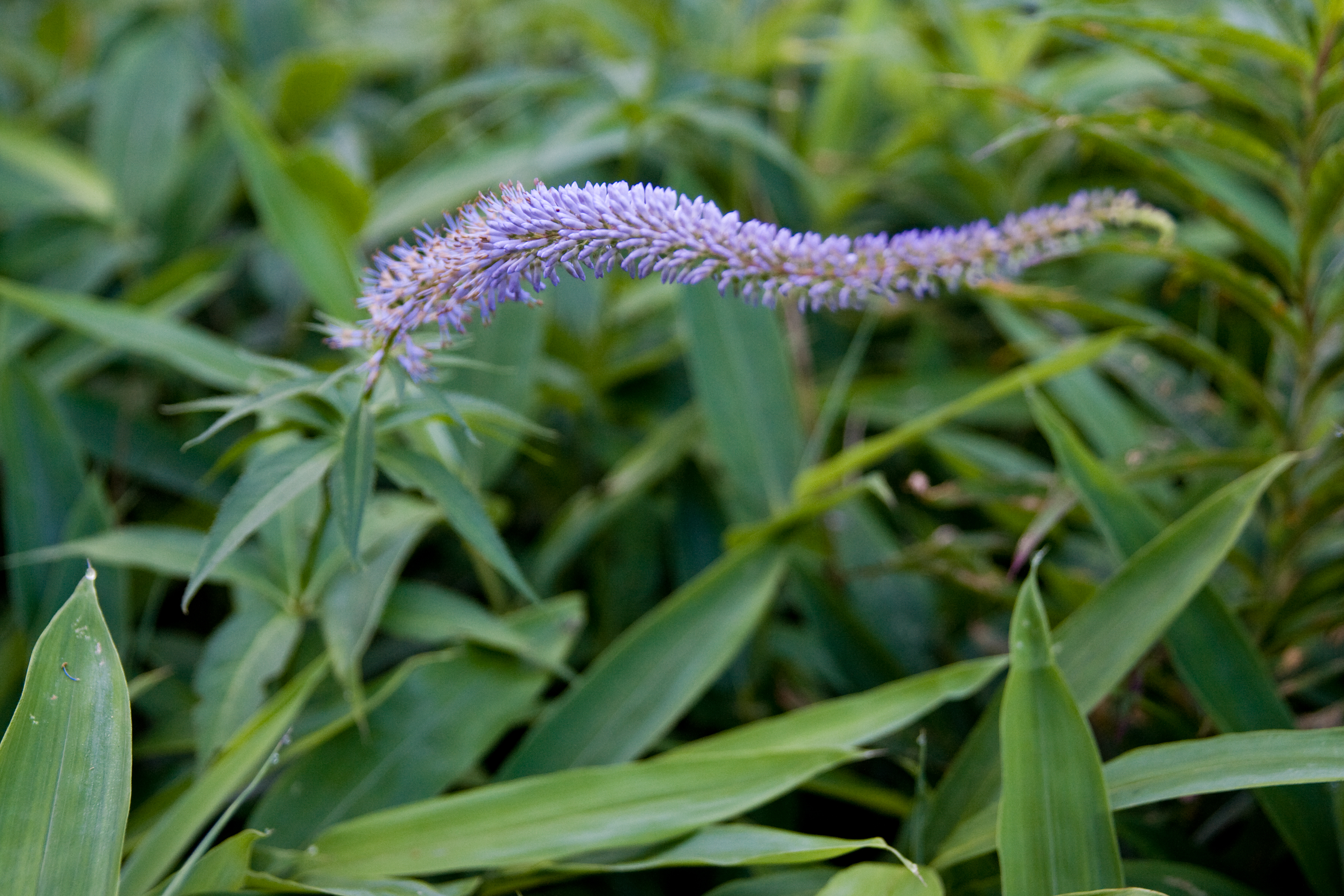
Veronicastrum japonicum
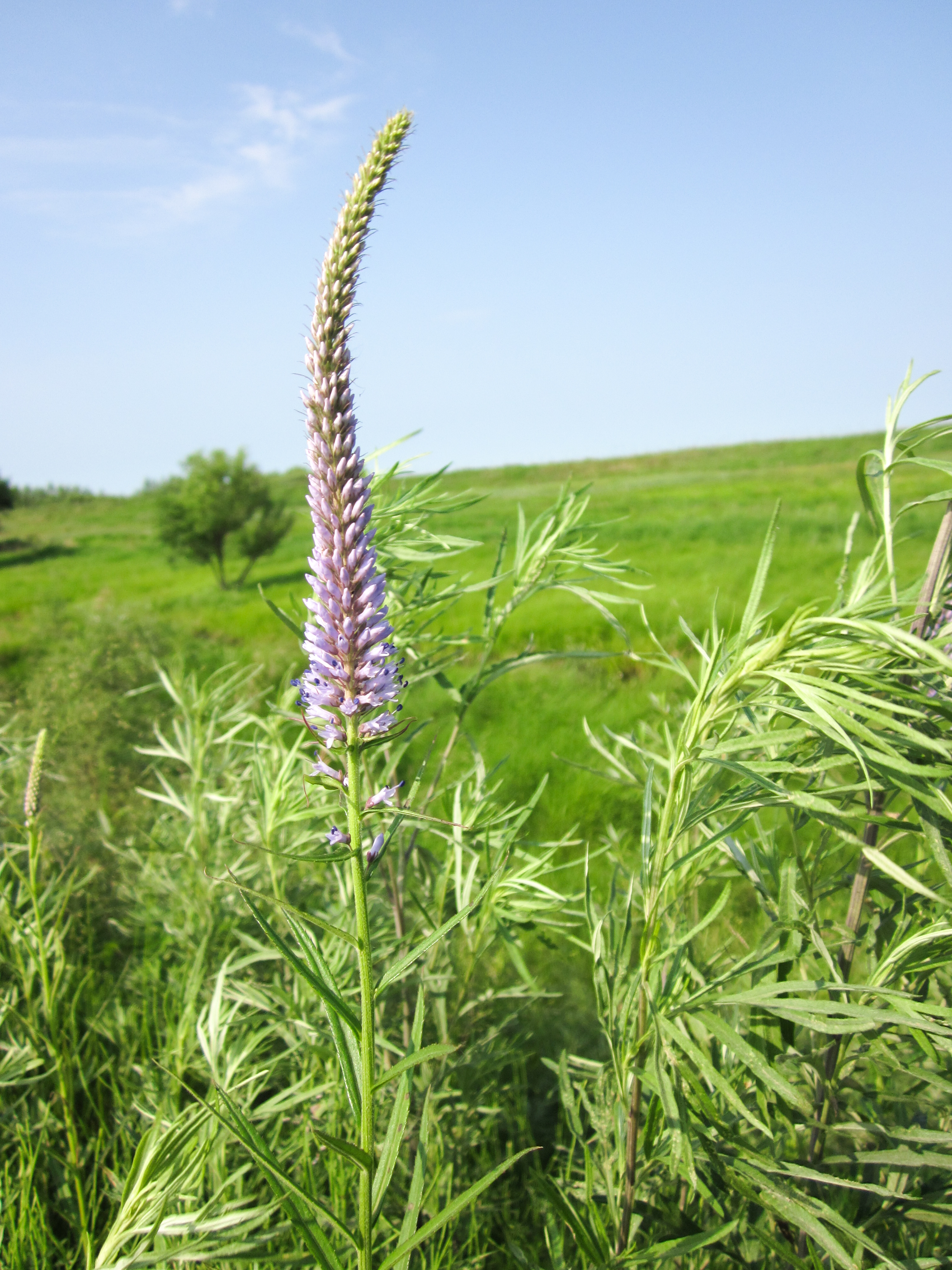
Veronicastrum tubiflorum
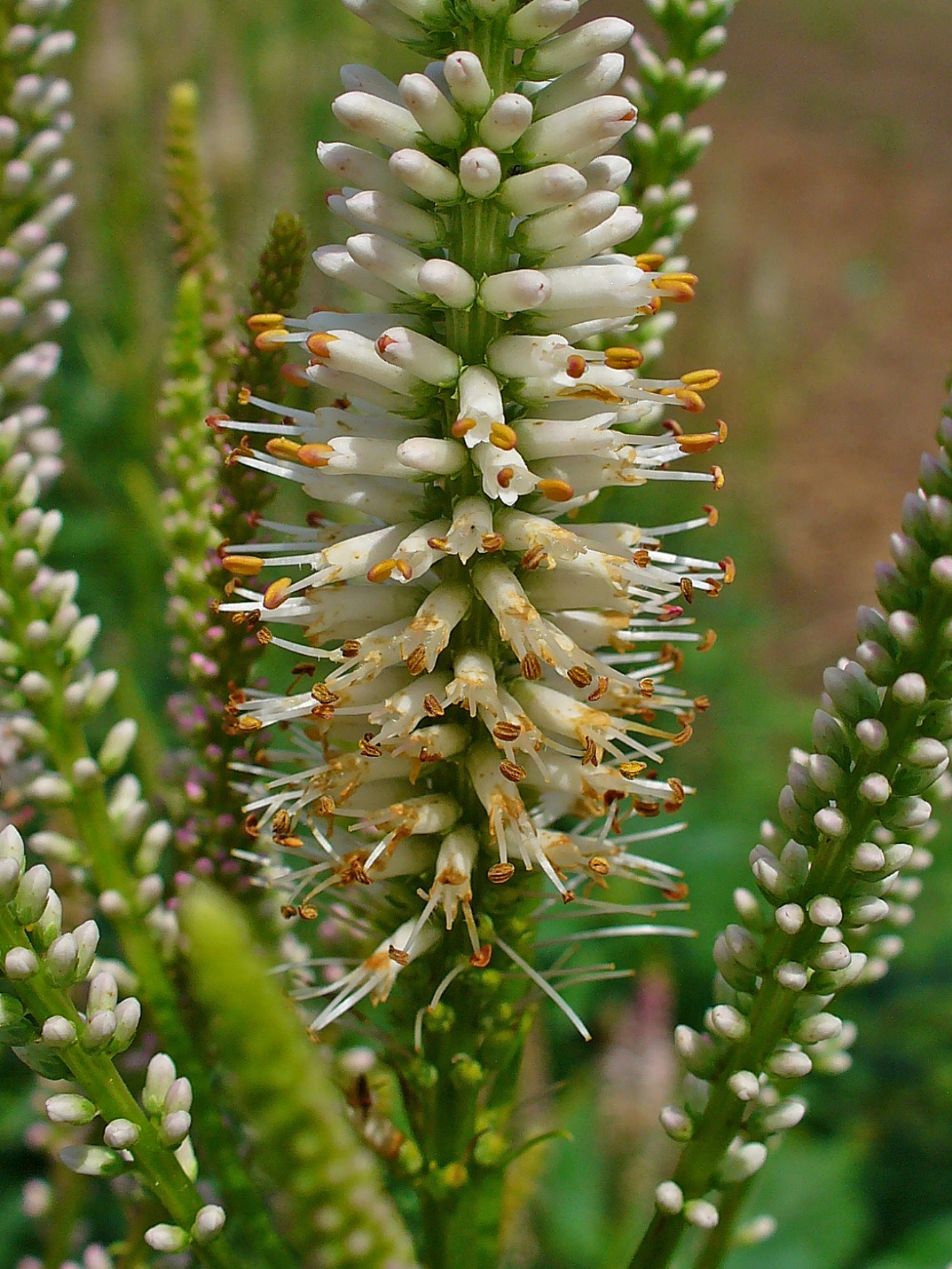
Veronicastrum virginicum
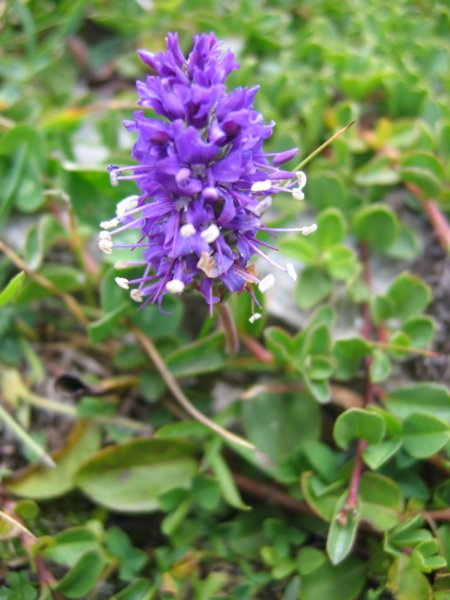
Veronica allionii
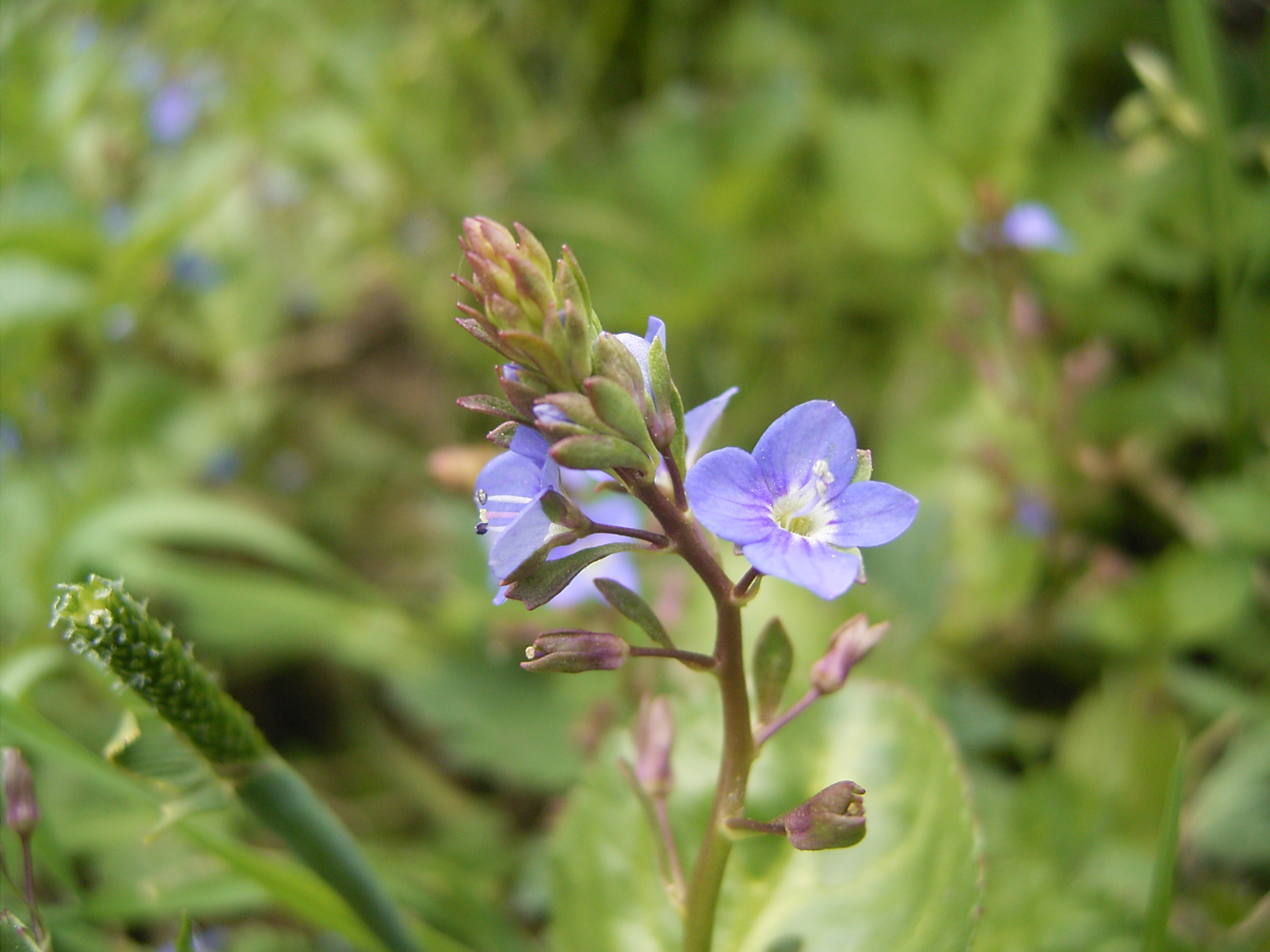
Veronica beccabunga
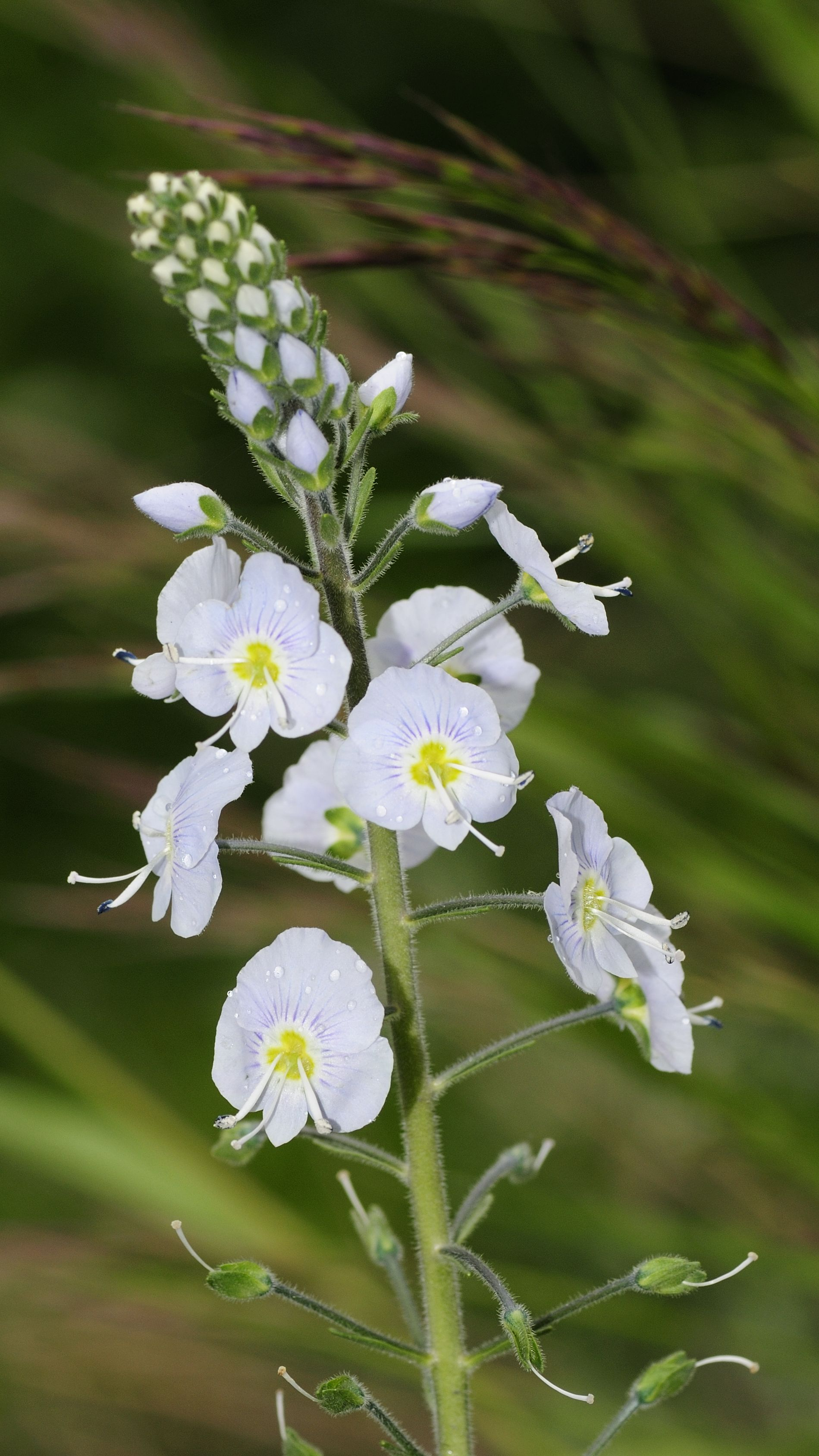
Veronica gentianoides
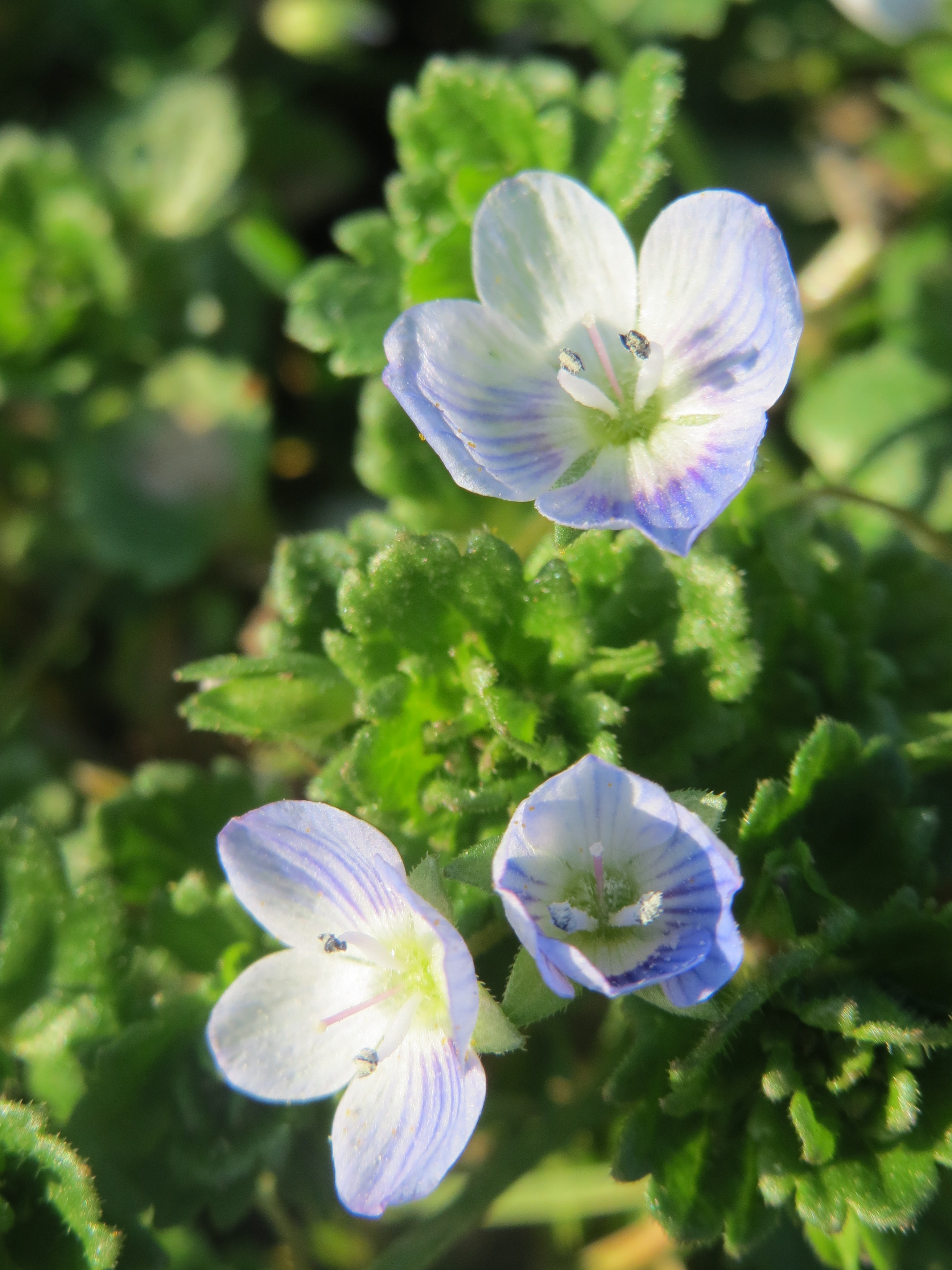
Veronica persica
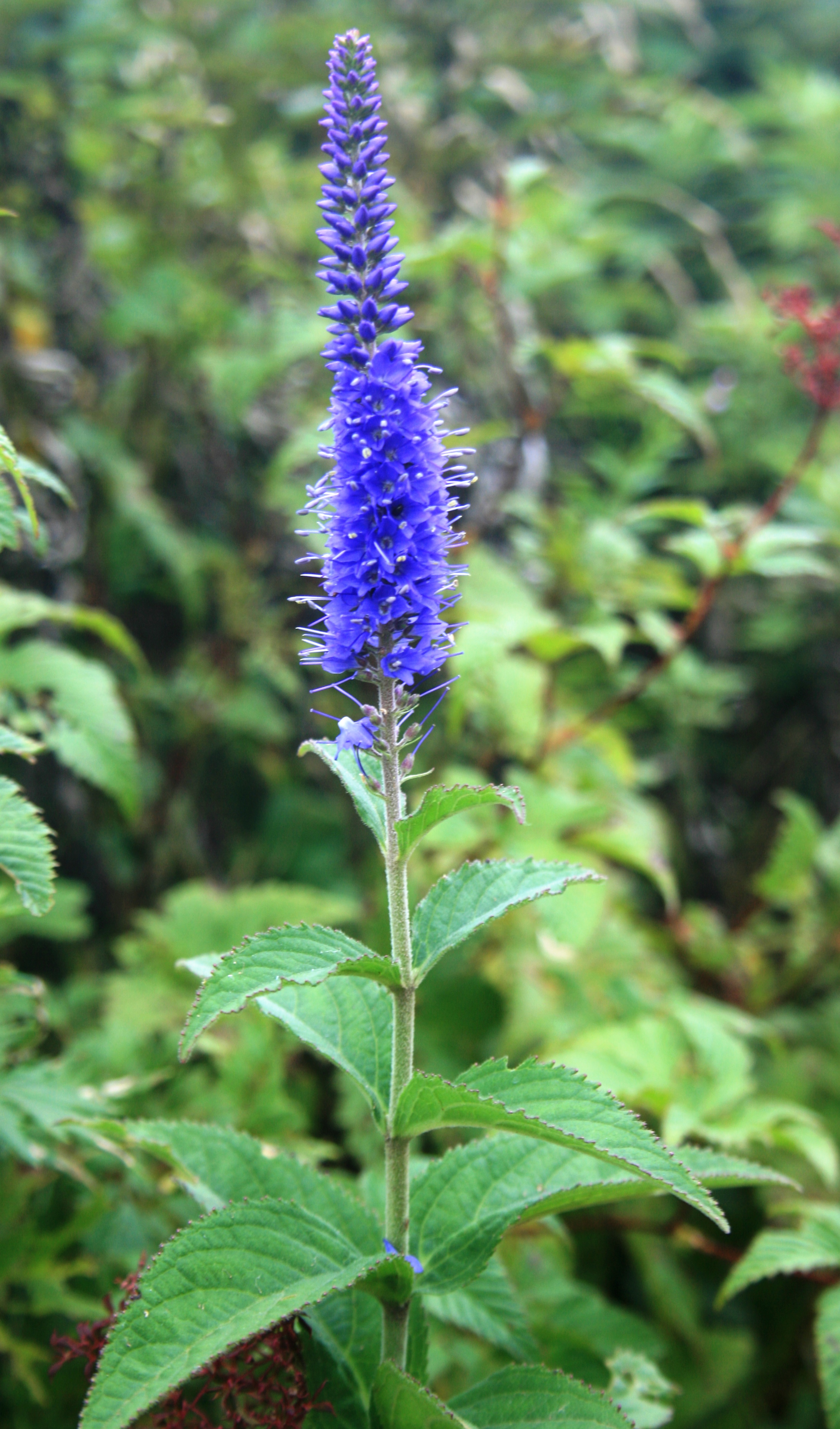
Veronica subsessilis
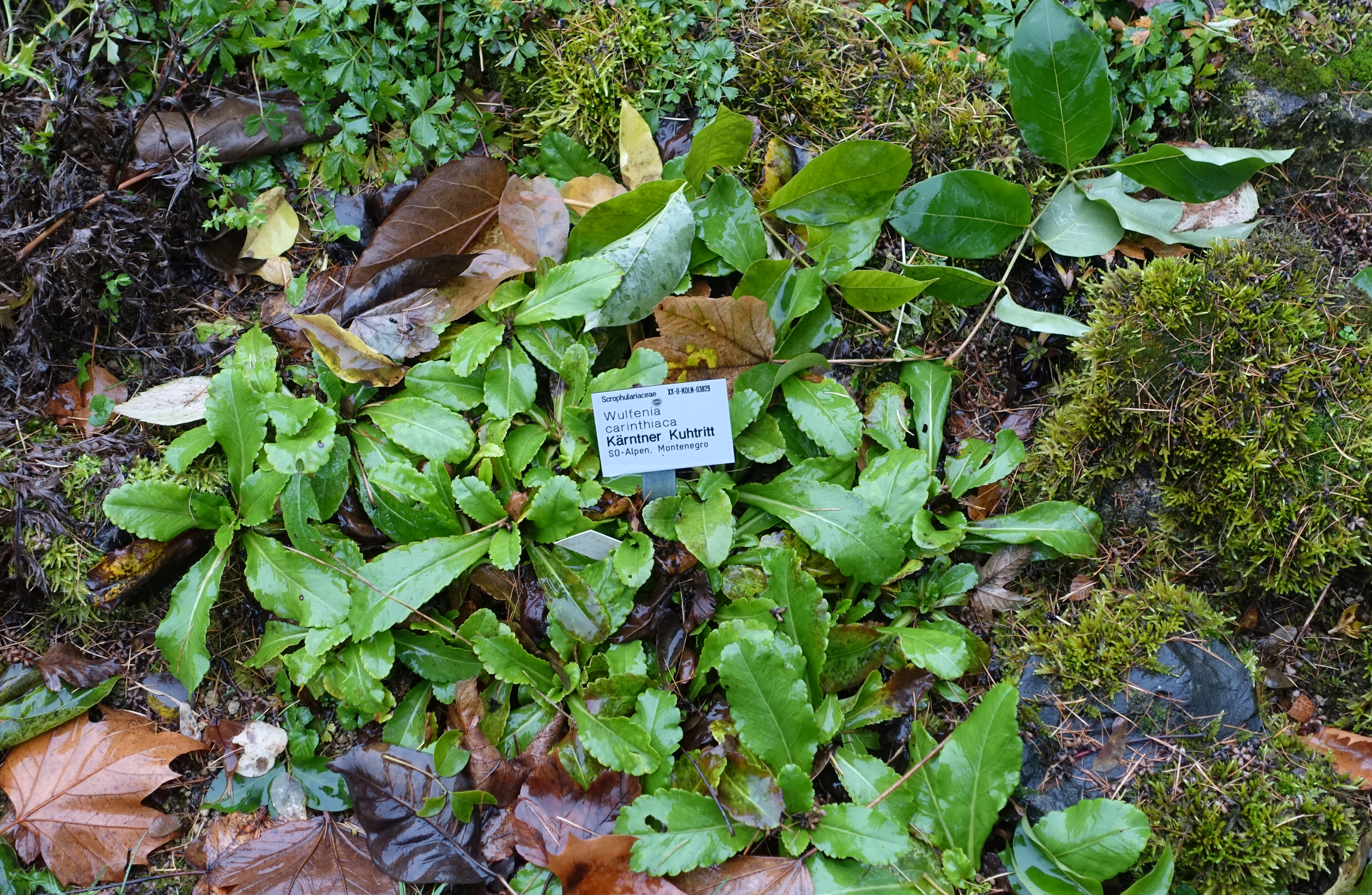
Wulfenia carintiaca
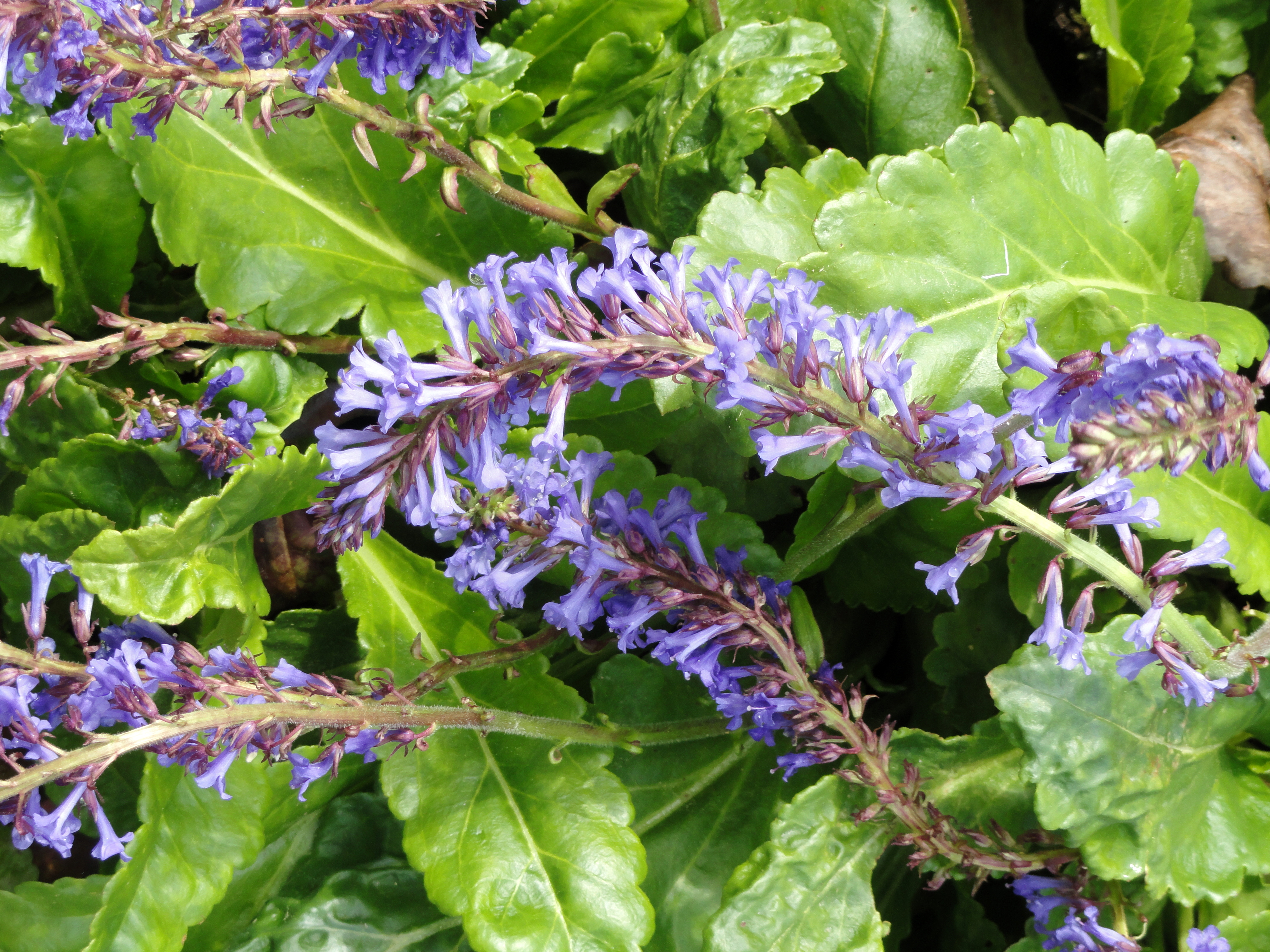
Wulfenia orientalis
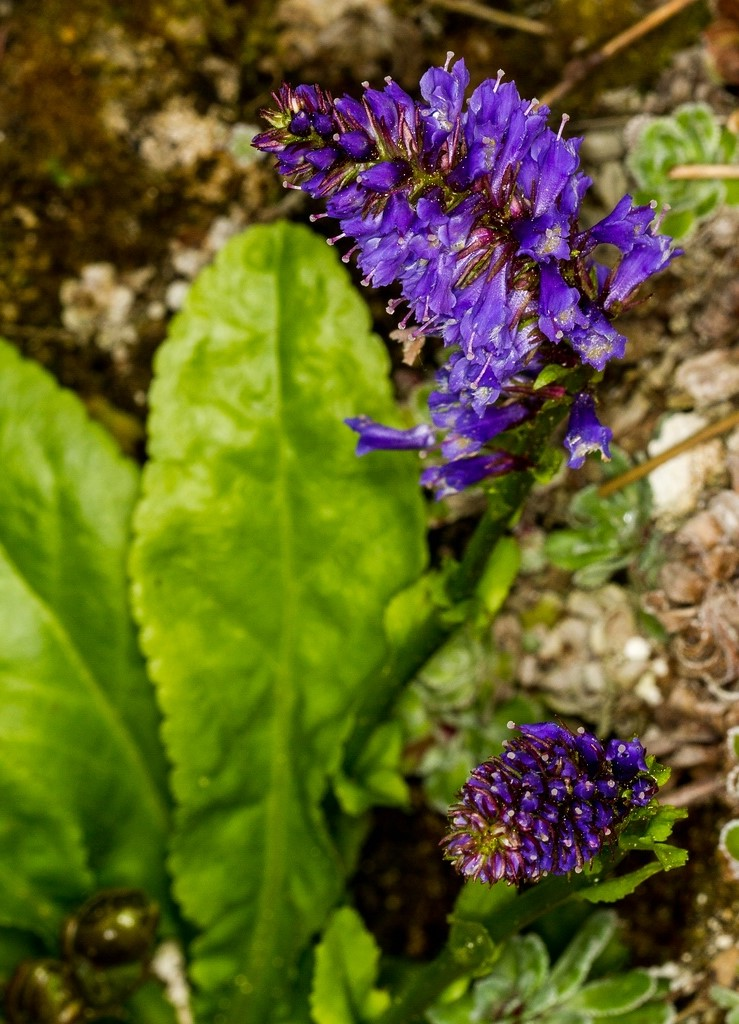
Wulfenia blecicii